# Tratado de Lagos
La Comunidad Económica de África Occidental (ECOWAS) fue creada por el Tratado de Lagos el 28 de mayo de 1975 en Lagos, Estado de Lagos, Nigeria. ECOWAS se creó para promover la cooperación e integración con el objeto de crear una unión económica y monetaria que propicie el crecimiento económico y el desarrollo en África Occidental.

## Estados parte
Benín

 Burkina Faso

 Cabo Verde

 Gambia

 Ghana

 Guinea-Bisáu

 Liberia

 Mali

 Nigeria

 Senegal

 Sierra Leona

 Togo

 Guinea – suspendido de la Comunidad desde el golpe de Estado de 2008

 Níger – suspendido de la Comunidad desde la crisis constitucional nigerina de 2009

 Costa de Marfil - suspendido de la Comunidad desde las elecciones de 2010